# Jan Janowicz Zabrzeziński
Jan Janowicz Zabrzeziński herbu Leliwa (zm. przed 14 czerwca 1538) – wojewoda trocki w 1531 roku, marszałek ziemski litewski w latach 1522–1537, starosta drohicki w latach 1514–1516, horodniczy i koniuszy nowogródzki w 1510 roku, wojewoda nowogródzki w 1509 roku, namiestnik wołkowyski w 1506 roku, marszałek hospodarski w latach 1503–1516.
Syn Jana Jurjewicza, marszałka wielkiego litewskiego, wojewody trockiego, i Anny z Nasutów h. Rawicz. Szwagier marszałka litewskiego Jerzego Ilinicza. 
Z żoną Zofią Radziwiłłówną, córką kanclerza wielkiego litewskiego Mikołaja, miał córkę Annę I voto za Fiodorem (Fryderykiem) Sapiehą (synem Jana) II voto za księciem Stefanem Zbaraskim. 
Natomiast z żoną Barbarą Kieżgajłówną, córką hetmana Stanisława Kieżgajły, miał syna Jana, ożenionego z Tomiłą Barbarą ks. Zasławską-Mścisławską.